# Salvador Soliva Ruscalleda
Salvador Soliva Ruscalleda (Tordera, 7 d'abril de 1854-Barcelona, 21 de desembre de 1901) va ser un militar i cabdill carlista català.
Salvador Soliva Ruscalleda va néixer a Tordera (el Maresme, Barcelona). Fill de Salvador Soliva Roquet i de Lluïsa Ruscalleda Torró, com el seu pare era confiter i adroguer de professió i originaris de famílies d'antiga tradició i d'ideologia carlina. El seu pare, també líder i guerriller carlí molt actiu, ja havia combatut a la II Guerra Carlina o Guerra dels Matiners i en la preparació de la Revolució de 1868 o la Gloriosa, cosa que el va portar a patir una causa criminal per conspiració carlista. La preparació d'aquesta revolució, a més, fou el motiu principal pel qual l'escriptor Prudenci Bertrana i Compte va néixer l'any 1867 a Tordera, ja que la família s'hi havia establert perquè el pare de Prudenci, Josep Bertrana, seguia les activitats i la ideologia carlina dels Soliva, que coincidia amb la seva.
Si fem cas del relat novel·lat de l'escriptor, es dedueix que Soliva Roquet i Marcel·lí Bertrana, avi de Prudenci, deurien lluitar junts a la Segona Guerra Carlina, que el mateix escriptor, de petit, hauria conegut personalment Soliva Ruscalleda i fins i tot a la novel·la L'hereu va atribuir el títol de padrí de bateig a un personatge amb aquest cognom mentre que realment el seu padrí era Eugeni Rabassa.
La coincidència de nom i cognom dels Soliva, així com les seves mateixes accions fruit de la seva ideologia radical, sovint ha provocat confusions sobre quin dels dos personatges havia participat en els diferents episodis bèl·lics o de vegades per error s'ha tractat com si fos una sola persona.

## Tercera Guerra Carlina (1872-1876)

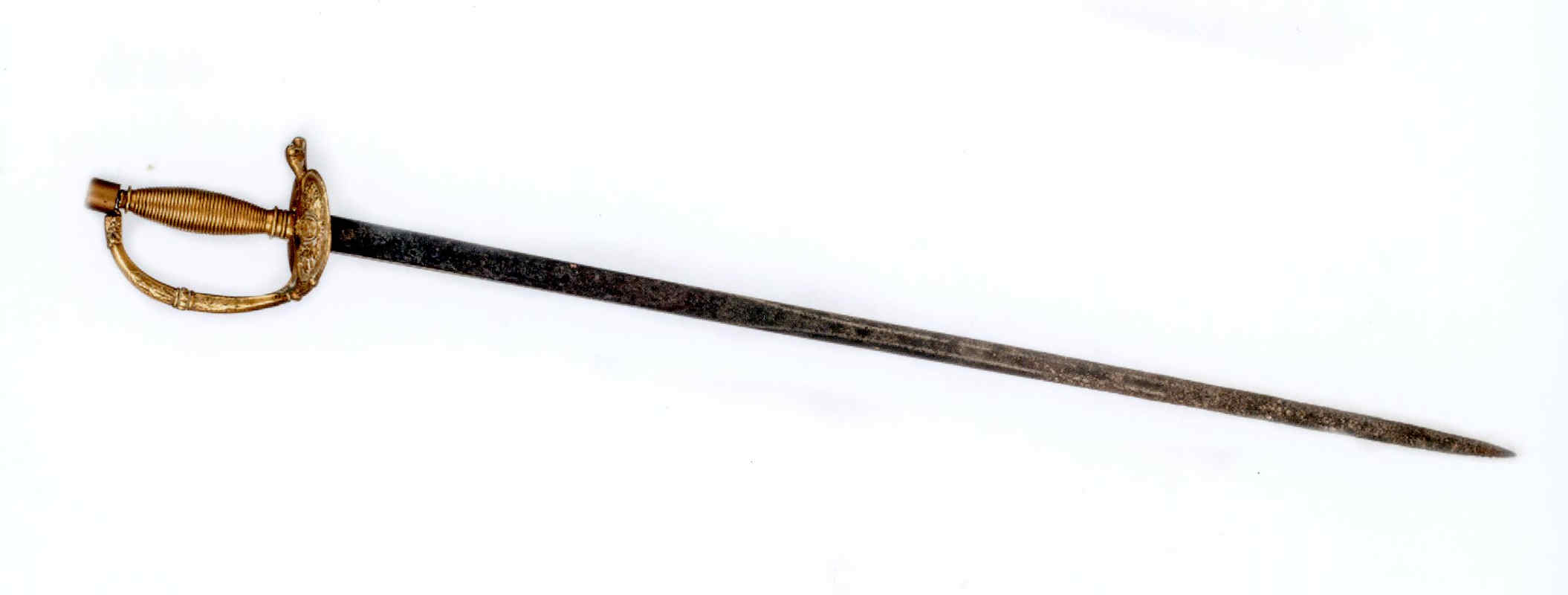
Espasa propietat de Salvador Soliva. Procedència: Fons Torrellas-Dausà

Salvador Soliva Ruscalleda va fer la guerra amb 18 anys a les ordres primer de Savalls i després de Tristany i al costat del seu pare Salvador Soliva Roquet (1826-1877), a qui es va donar per mort en la lluita diverses vegades.
Al maig de 1872, els Soliva van manar a Tordera, llur localitat natal, una partida carlista de 70 homes, amb els quals des de Tordera van entrar a Sant Celoni el 13 de maig. Després de passar per Anglès, el 12 de juliol van arribar a Sant Feliu de Pallerols.
Durant l'any 1873 les activitats de la partida Soliva es van concentrar a la Costa de Llevant, especialment a les muntanyes dels voltants de Blanes i Lloret de Mar on es refugiaven en ermites properes.

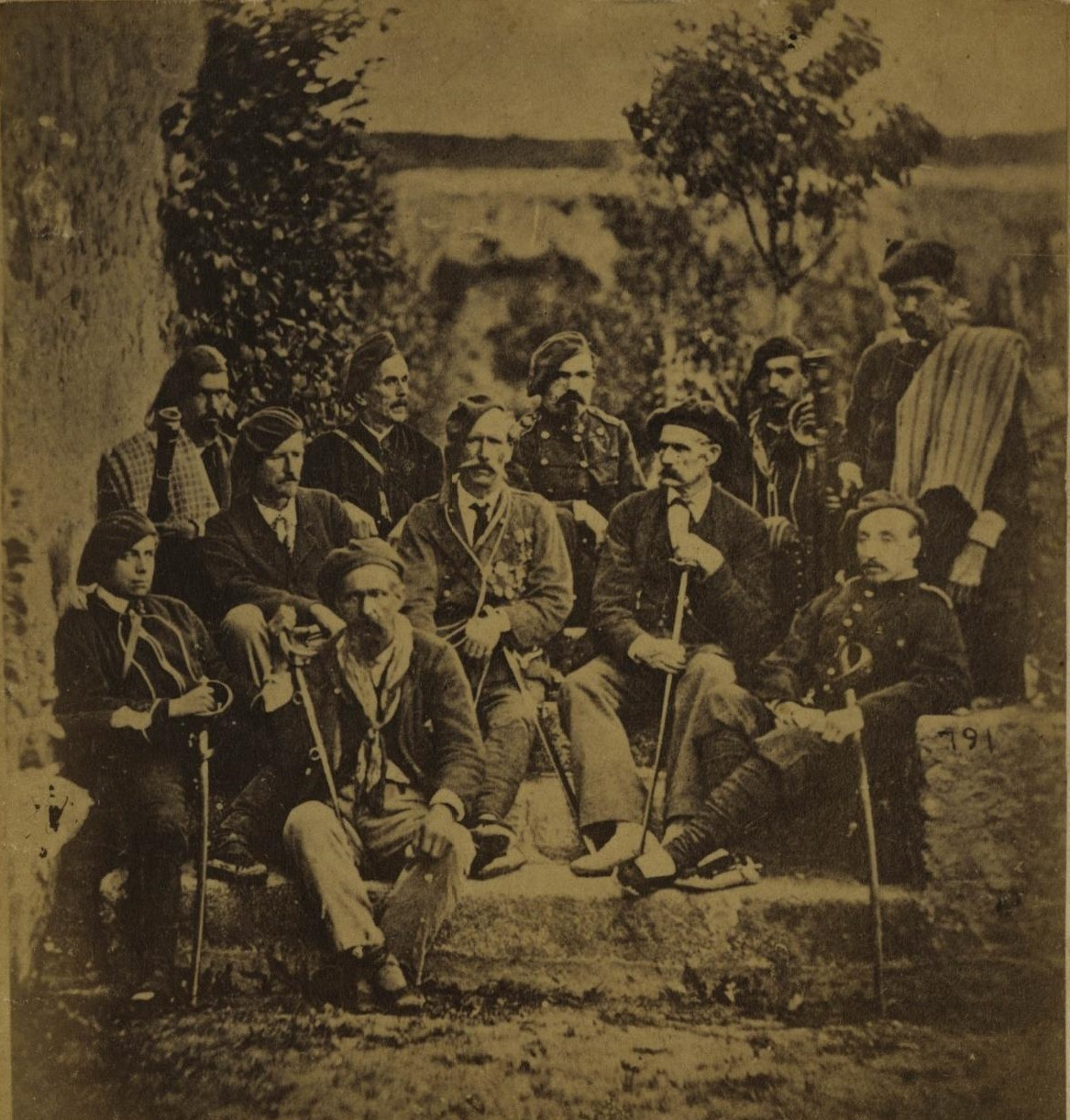
Francesc Savalls amb el seu Estat Major a Sant Hilari Sacalm l'any 1873

La nit del 27 de gener de 1874 els Soliva van atacar, per ordre de Savalls, amb dues companyies del 1r. batalló de Girona i 50 cavalls, una força de 40 voluntaris republicans a Santa Cristina d'Aro, que es van refugiar a l'església. Els seus enemics van escapar per una finestra, però van deixar les seves armes i les forces dels Soliva van recollir 41 fusells, municions i una càrrega de granades de mà. Els membres de la partida Soliva van anar a descansar el 28 a Tossa de Mar i el 29 a Lloret de Mar. Posteriorment van saber que una columna liberal sortia de Blanes, per la qual cosa els carlistes van sortir al seu encontre i les tropes republicanes es van veure forçades a refugiar-se a la ciutat. El 21 de març van entrar amb el general Savalls a Santa Coloma de Farners i es van apoderar de dues peces d'artilleria i de les armes dels voluntaris liberals. Van entrar a Llagostera, que s'havia quedat sense tropes en aproximar-se els carlistes.
El setembre del 1874, juntament amb les altres partides de Miret, Galceran, Vila de Prat i un batalló de Tristany, comandats tots ells per Francesc Savalls, la partida Soliva formada per uns 500 homes es trobava lluitant a la Cerdanya i al mes d'octubre, després de perdre la meitat dels seus homes, va tornar al Maresme i a la Costa de Llevant. Posteriorment, ja a l'any 1875, la partida molt debilitada concentrà les accions pels volts de Tordera i del Montseny. Fins i tot en una d'aquestes lluites es va donar per mort Salvador Soliva Ruscalleda com ja havia passat també amb el seu pare anteriorment. L'octubre d'aquest mateix any, finalment la partida Soliva es va presentar per acollir-se a l'indult ofert, amb la qual cosa d'aquesta manera es va donar per dissolta definitivament.
Soliva pare va morir el 18 de setembre de 1877 a Barcelona a causa d'una forta caiguda de gran alçada ocorreguda a casa seva durant un registre policial, justament en la mateixa data precisa en la qual sortia publicat l'edicte contra els dos Soliva, pare i fill, pels càrrecs de rebel·lió, incendi i homicidi comesos, segons el jutge, durant la guerra. El mateix jutjat d'Arenys de Mar va posar en llibertat Soliva pocs mesos després gràcies a l'indult.
Acabada la guerra carlista, no van voler integrar-se a l'exèrcit com sí que van fer molts altres militars carlistes i Soliva Ruscalleda va entrar a treballar al Banc de Barcelona. però no va concloure mai la seva activitat política. El 1896 era vocal del cercle tradicionalista de Barcelona. Després de separar-se d'aquest, l'any següent va presidir el cercle Pelayo, societat carlista enfrontada al cercle tradicionalista de Barcelona que presidia el duc de Solferino.

## Alçament de Badalonao de 1900
Durant els preparatius per a un nou aixecament carlista després de la pèrdua de Cuba i Filipines, al març de 1899 el general Moore va nomenar el coronel Soliva Ruscalleda, Comandant General de la província de Barcelona. En una reunió que van mantenir tots dos a Perpinyà, haurien acordat l'alçament per al 4 de juny de 1900, considerant que seria beneficiós per a la causa carlista fer fracassar l'emprèstit projectat pel ministre d'Hisenda Raimundo Fernández Villaverde.

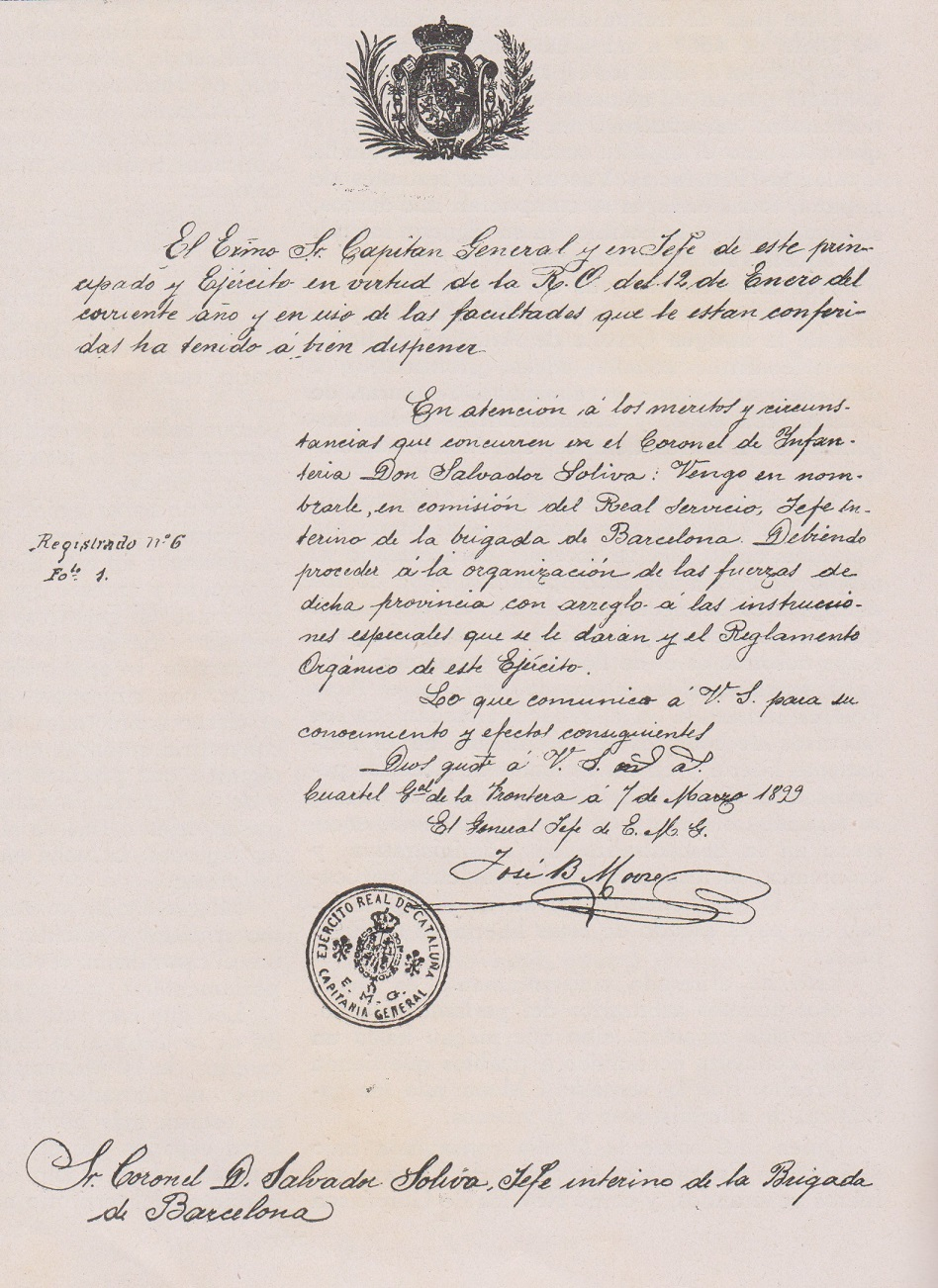
Nomenament de Salvador Soliva com a Cap carlista de la Brigada de Barcelona

En no arribar l'ordre d'alçament de la màxima instància, Soliva i altres caps carlistes, en veure que s'estava deixant passar l'ocasió més propícia per a la insurrecció després del desastre colonial, van planejar l'aixecament sense l'orde de Don Carlos, a qui consideraven que retenia la seva esposa Donya Berta. Al maig de 1900, un grup de carlistes liderat per Joaquim de Bolós van visitar el pretendent a Venècia amb una comunicació de Soliva. El secretari de Don Carlos, Francisco Martín Melgar els va manifestar en aquell moment que Don Carlos mai donaria l'ordre d'alçament. José Muntadas va afirmar llavors que si durant tot el mes d'agost el rei no havia donat l'ordre, es faria el moviment «sense ordre i per sobre del rei». Es va anunciar que l'alçament seria del 5 al 15 de setembre, per la qual cosa Soliva va seguir els seus treballs entre els caps compromesos.

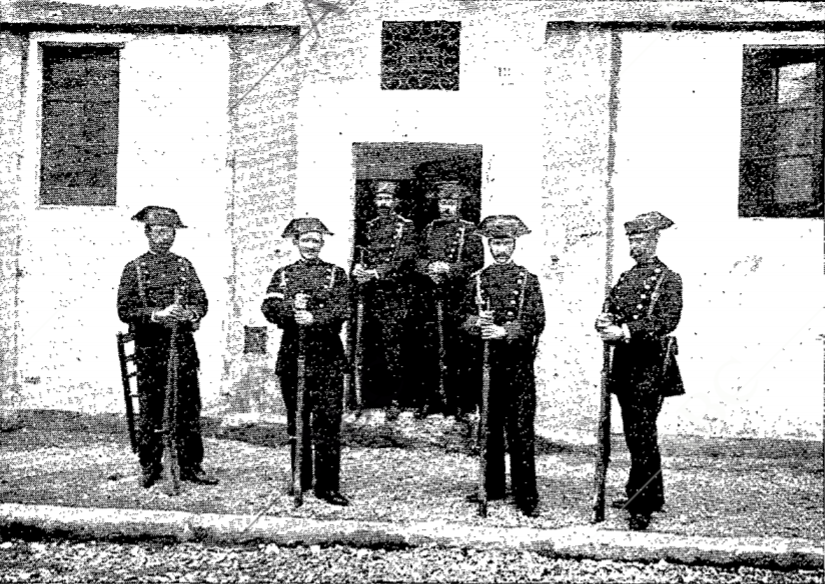
Els guàrdies civils que resistiren l'atac dels carlins a la caserna de Badalona

Soliva es va reunir a Madrid amb Vázquez de Mella i el brigadier Gómez Solana. Encara que el segon li va transmetre que no havia aconseguit suports a Sant Sebastià, ell va continuar la conspiració. Després va estar a Saragossa amb el general Cavero i a València amb els excombatents Santiago Jorcano (director del Regional), Lorenzo Traver i altres.
Malgrat la resistència que va posar el general Moore, l'activitat de Soliva en favor de la insurrecció va ser enorme. Va escriure a Moore per demanar-li una cita amb ell a Perpinyà per al dia 28 d'octubre, a la qual també hi acudirien Ramos Izquierdo, Jorcano i Traver, de València, i Franco, de Saragossa, que havien arribat a Barcelona. No obstant això, el dia 13 Moore havia fet circular una nota en la qual comunicava a les prefectures carlistes que seria destituït d'ocupació i càrrec qui s'alcés sense l'ordre seva.
El 24 d'octubre de 1900 Moore va cridar el brigadier Manuel Puigvert i l'intendent Joan Puigvert per a què dissuadissin Soliva, qui no obstant això ja havia donat l'ordre d'aixecament per al 28 d'octubre. A Navarra, Soliva estava d'acord amb l'antic cap d'una partida, Gregorio Ucar «Bartolillo», però no va ser secundat.
Després del fracàs de la insurrecció, Soliva va ser condemnat per les autoritats i posteriorment indultat. Els que havien participat en l'aixecament van ser a més declarats traïdors per Don Carlos. El 1901 Joan Maria Roma va ser a Venècia per a reivindicar davant el pretendent la seva lleialtat carlista i la del coronel Soliva, qui va morir poc després. Afirmaven que només els havia mogut la lleialtat al seu rei bandejat i, segons Melcior Ferrer, Don Carlos rectificaria la seva apreciació dels successos i va perdonar els implicats.
D'acord amb la memòria que presentaria el propi Soliva a Don Carlos, Moore hauria estat en contacte amb un agent de Borsa per obtenir un benefici econòmic de la revolta i hauria provocat el fracàs d'aquesta. Salvador Soliva va escriure, desencantat amb Moore i Don Carlos, Los Carlistas, los Bolsistas y "La Patria", que va decidir fer públic l'any 1901 poc abans de morir. El 1904, el Pare José Domingo Corbató va editar-hi nombroses anotacions amb la seva Memoria Póstuma del General D. Salvador Soliva. Atès que Soliva Ruscalleda va donar l'ordre d'aquest últim aixecament carlí, se'l pot considerar el darrer cabdill carlí català. Va morir l'any 1902 als 47 anys per una greu malaltia pel disgust que li va provocar la desautorització per part de Don Carlos, segons algunes versions, i oficialment, i segons consta al certificat de defunció, per una afecció orgànica al cor.

## Obres
Los Carlistas, los Bolsistas y "La Patria". Barcelona, Imp. de Francisco Badia. 1901